# Fife Folk Museum

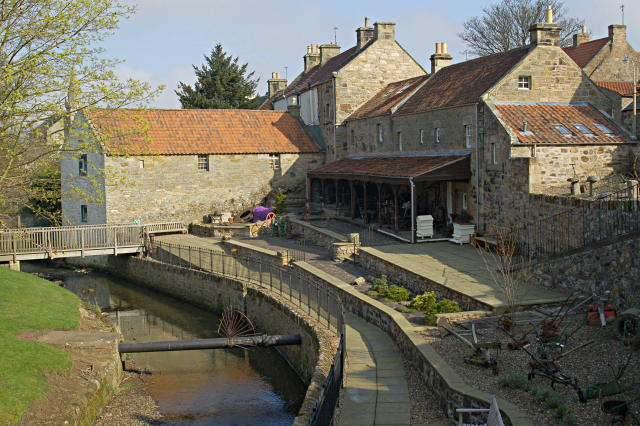
Fife Folk Museum

Das Fife Folk Museum ist ein Museum in der schottischen Ortschaft Ceres in der Council Area Fife. 1972 wurde die Anlage als Einzeldenkmal in die schottischen Denkmallisten in der höchsten Denkmalkategorie A aufgenommen.

## Geschichte
Im Jahre 1620 wurde Ceres als Burgh of Barony installiert, woraus die Notwendigkeit zu Errichtung einer Tolbooth erwuchs. Diese wurde 1673 erbaut und umfasste eine Gefängniszelle sowie das Wägehaus. In den 1960er Jahren wurde das zwischenzeitlich obsolet gewordene Gebäude als Kartoffellager genutzt. 1964 ging es an die North Fife Preservation Society und wurde nach Bereitstellung finanzieller Mittel durch den National Trust for Scotland restauriert. Die North Fife Preservation Society erwarb um diese Zeit die angrenzenden Häuser. Bis 1968 wurde dort das Fife Folk Museum eingerichtet. Im Laufe der folgenden Jahrzehnte wurden verschiedene umliegende Grundstücke zugekauft und das Museum sukzessive erweitert. Zwischen 2003 und 2004 wurden die Gebäude umfassend restauriert. Gelder stellten der Heritage Lottery Fund, Historic Scotland, der Fife Environment Trust sowie die Regierung von Fife bereit. 2014 wurde ein Besucherzentrum eröffnet.

## Ausstellung

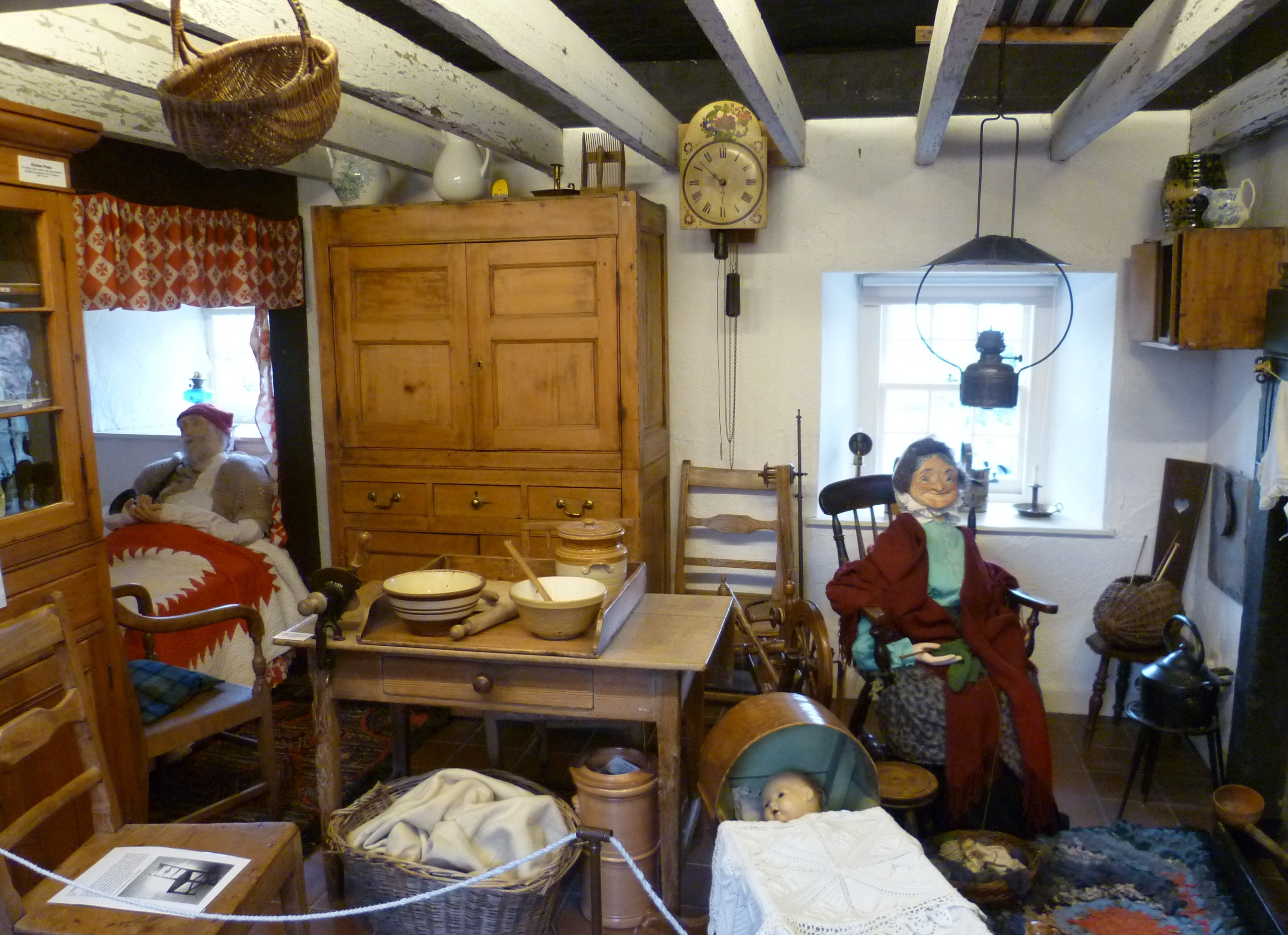
Ausstellung im Innenraum

Das Fife Folk Museum liegt im Zentrum von Ceres unweit der Bishop Bridge und dem ehemaligen Freimaurertempel von Ceres. Die Ausstellung umfasst Exponate, welche die Handwerks- und Handelsgeschichte des Burghs Ceres sowie der ländlichen Umgebung vermitteln. Hierzu zählen Ausstellungen zum Arbeiten von Steinmetzen, Schmieden, Stellmachern, Schustern, Reetdachdeckern, Zinnschmieden, Bäckern und Webern.